# Khàrkiv
Khàrkiv (en ucraïnès Ха́рків; en rus Ха́рьков, Khàrkov) és la segona ciutat més gran d'Ucraïna. És el centre administratiu de l'óblast o província de Khàrkiv, com també el centre administratiu del districte o raion homònim. La ciutat està localitzada al nord-est del país. L'any 2006, la seva població era d'1.461.300 habitants.
Durant els primers anys de la Unió Soviètica, la ciutat fou la capital de la República Socialista Soviètica d'Ucraïna (1917-1934).
En contradicció amb la constitució d'Ucraïna, la Rada (consell) de la ciutat va declarar el rus com a cooficial amb l'ucraïnès el 6 de març del 2005.
Sota el nom de Khàrkov, la ciutat va ser la capital de la República Socialista Soviètica d'Ucraïna des de 1917 fins a 1934. En aquella època, s'anomenava Charcovie en francès. Khàrkiv és un dels centres industrials, culturals, científics i acadèmics més importants d'Ucraïna. La ciutat té molts espais verds. L'any 2010, Khàrkiv va rebre el Premi Europa, va ser la primera ciutat ucraïnesa a guanyar-lo. Va ser parcialment destruït per l'artilleria russa durant la invasió russa d'Ucraïna del 2022.

## Història

### Origen

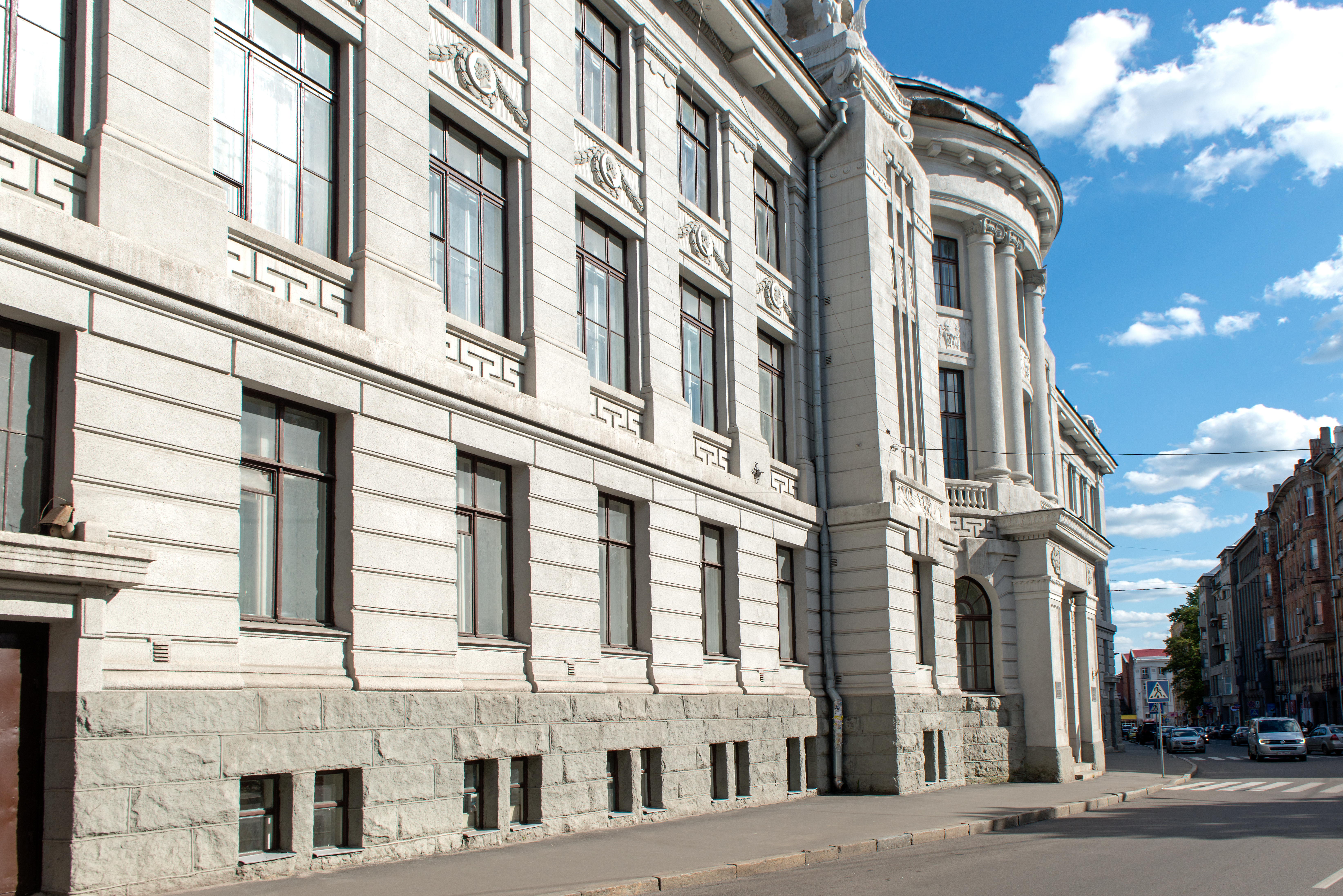
L'edifici de la Societat Mèdica, carrer Pushkin, Khàrkiv, maig 2015.

Khàrkiv va ser fundada el 1654 i aleshores formava part del Tsarat Rus. A principis del segle XX estava unida a Ucraïna. Va ser la capital de l'Ucraïna soviètica del 1917 al 1919 i després del 1920 al 1934. Durant la Guerra Civil russa la ciutat va ser ocupada des de juny fins a desembre de 1919 per les Forces Armades del Sud de Rússia i posada sota la direcció del general Vladimir Maï-Maïevski.
Al segle XIX, la ciutat és de vegades anomenada Charcovie en francès.

### SegleXX

#### Segona Guerra Mundial

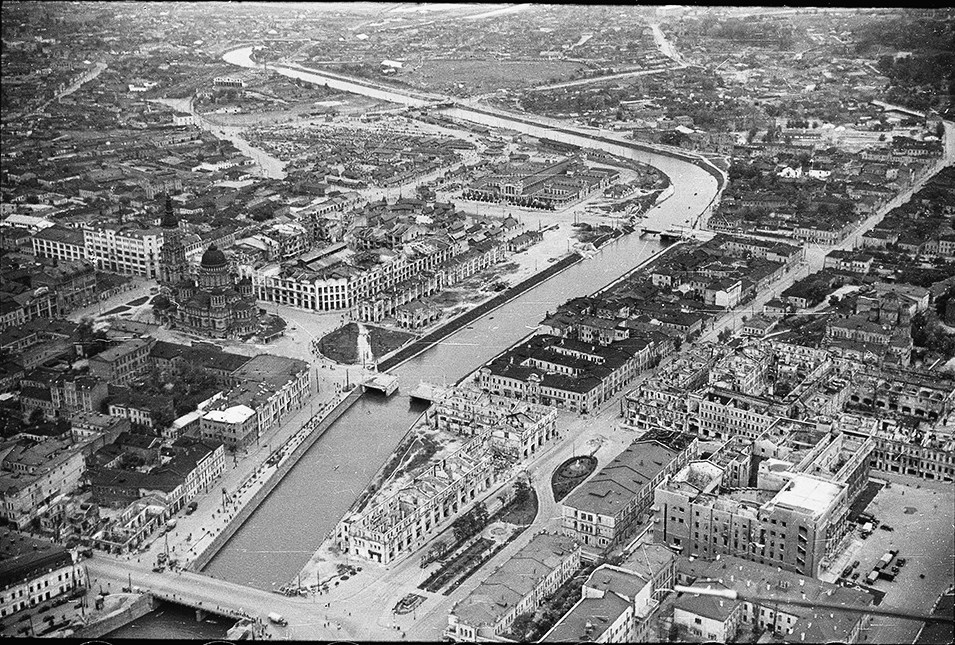
Vista del centre de Khàrkiv l'any 1941.

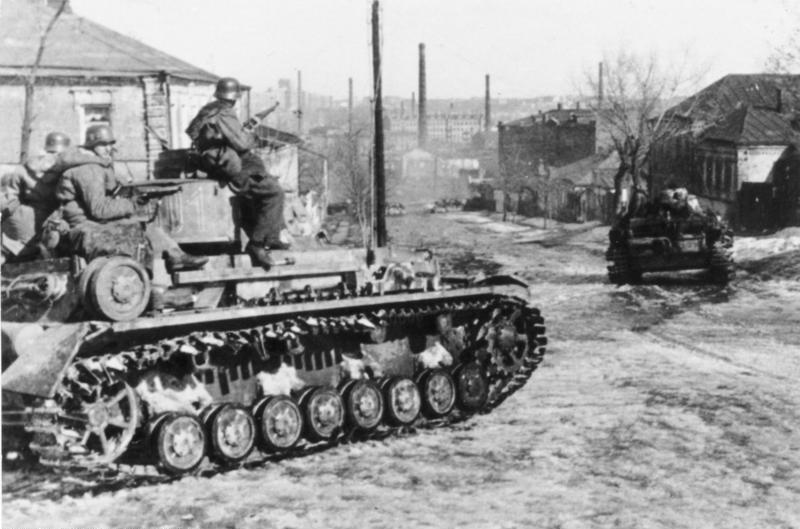
Tancs alemanys als carrers de la ciutat el març de 1943.

Khàrkiv era al començament de la guerra un dels centres industrials més grans de la Unió Soviètica. Una de les seves majors contribucions va ser el tanc soviètic T-34 llançat l'any 1940, que va ser dissenyat i desenvolupat a la planta de tractors núm. 183 de Khàrkiv. Va ser considerada la fàbrica de tancs més potent del país. Altres fàbriques ubicades a la ciutat inclouen la Fàbrica d'Aeronaus, la Fàbrica NKVD i la Fàbrica de Turbines. Inclou les produccions militars que hi havia a Khàrkiv abans de l'inici del conflicte: tancs, avions Sukhoi Su-2, tractors d'artilleria, 82 morters mm, metralladores, municions i altres equips militars. A la tardor de 1941, Khàrkiv va ser considerada una de les bases estratègiques més importants dels soviètics per a les connexions ferroviàries i aèries. Connectava no només les parts est-oest i nord-sud d'Ucraïna, sinó també diverses regions centrals de l'URSS. A l'última part de l'Operació Barba-roja, l'objectiu principal de les tropes alemanyes era capturar les fàbriques ferroviàries i militars, per la qual cosa van intentar desesperadament mantenir intacta la zona industrial de Khàrkiv.
La ciutat va canviar de mans no menys de quatre vegades durant la Segona Guerra Mundial: presa a la primera batalla de Khàrkiv per les tropes alemanyes el 25 d'octubre de 1941 resistint a una ofensiva desastrosa (segona batalla de Khàrkiv) de l'Exèrcit Roig que no va aconseguir capturar la ciutat del 12 al 28 de maig de 1942. Les tropes alemanyes l'evacuaren per primera vegada (Operació Saturn) el 15 de febrer de 1943 després de la seva derrota a Stalingrad i de l'ofensiva soviètica subsegüent, després la van recuperar (tercera batalla de Khàrkiv) el 14 de març de 1943 a la nit, després de diversos dies de lluites urbanes i la va abandonar definitivament (Operació Polkovodets Roumiantsev) la nit del 22 al 23 d'agost de 1943.
L'ocupació alemanya va estar marcada per nombrosos crims de guerra, com penjar civils considerats partidaris i, durant la reconquesta de la ciutat el març de 1943, per la massacre de centenars de militars ferits en un hospital de la ciutat per la 1a Divisió Leibstandarte SS Adolf Hitler. Els nacionalistes ucraïnesos, tolerats a l'inici de l'ocupació, van ser llavors reprimits. Amb l'excepció d'algunes escoles primàries, l'educació va ser suprimida. Per a l'exèrcit alemany, la ciutat és una metròpoli de relaxació amb teatres que ofereixen òperes, restaurants, botigues i serveis, alguns dels quals regentats per habitants que no eren necessàriament col·laboracionistes, sinó una minoria privilegiada en una població famolenca. El mercat negre tolerat en què participen els soldats alemanys permet la supervivència d'una part de la població. Les autoritats locals estaven sota el control dels alemanys: l'ajuntament i l'alcalde Alexander Semienenko els van acompanyar en la seva jubilació el febrer de 1943 i al seu retorn el març de 1943. Quan l'Exèrcit Roig va entrar el febrer de 1943, la ciutat comptava només amb 350.000 habitants, contra 900.000 abans de la guerra, 700.000 quan els alemanys van arribar l'octubre de 1941 després de l'evacuació d'una part de la població amb indústria pesant. Segons les autoritats soviètiques, 120.000 havien estat deportats com a treballadors forçats, 30.000 persones assassinades, entre elles 16.000 jueus, 80.000 van morir de fam i la resta de refugiats al camp circumdant.

### Seglexxi
La ciutat va ser escenari d'enfrontaments l'any 2014, durant els quals la població va estar molt dividida entre " pro-Maidan de la revolució de Maidan, i prorussos havent donat suport al poder de Víktor Ianukòvitx així com a la federalització del país.
També el 2014, activistes prorussos van aixecar la bandera russa per sobre de l'edifici de l'administració regional i van proclamar la República Popular de Khàrkiv. L'aixecament, però, es va sufocar en menys de dos dies, per la ràpida reacció de les forces de seguretat ucraïneses sota el lideratge del ministre de l'Interior ucraïnès en aquell moment, Arsen Avakov, i el de Defensa, Stepan. Poltorak. L'alcalde de la ciutat, Hennadiy Kernes, que inicialment va donar suport a la Revolució Taronja abans d'unir-se al Partit de les Regions, va decidir posar-se al costat del govern ucraïnès.
Durant la Invasió russa d'Ucraïna del 2022, la ciutat és escenari d'importants combats.

## Població

### Demografia
Censos o estimacions de població:
| 1787   | 1856   | 1897    | 1917    | 1939    | 1946    | 1959    | 1970      | 1979      | 1989      | 2016      | 2019      | 2021      | 1r gener 2022 |
| 11.000 | 35.600 | 173.989 | 300.000 | 832.913 | 672.000 | 934.136 | 1.222.852 | 1.443.754 | 1.609.959 | 1.439.733 | 1.446.107 | 1.433.886 | 1.421.125     |

La natalitat l'any 2012 va ser del 9,2 per mil amb 13.366 naixements (enfront d'una taxa de natalitat del 8,8 per mil el 2011 amb 12.835 naixements), mentre que la taxa de mortalitat va ser de l'11,9 per mil amb 17.279 defuncions (en comparació amb una taxa de mortalitat d'11per mil el 2011 amb 17.103 morts). L'any 2015, amb 12.678 naixements la taxa de natalitat era del 8,9 per mil mentre que amb 19.318 defuncions la taxa de mortalitat era del 13,5 per mil.

### Estructura per edat
0-14 anys: 12,4% (91.165 homes per 86.317 dones)
15-64 anys: 73,3% (497.711 homes per 535.876 dones)
65 i més: 15,3% (73.427 homes per 145.669 dones)

### Aglomeració
L'aglomeració de Khàrkiv tenia 1.830.000 habitants el 2007.

### Nacionalitats
|            | Cens de 1939 | Cens de 1959 | cens de 1989 |
| ---------- | ------------ | ------------ | ------------ |
| ucraïnesos | 49 %         | 48 %         | 50.4 %       |
| russos     | 33 %         | 40 %         | 43.6 %       |
| jueus      | 16 %         | 9 %          | —            |

## Política i Administració
La ciutat de Khàrkiv està dividida en 9 districtes:
- Xevtxenkivski
- Nemychlianski
- Novobavarski
- Slobodski
- Kíevski
- Kholodnohirski
- Moskovski
- Industrialni
- Osnovianski

Està encapçalada per un alcalde i un consell municipal elegit per quatre anys.

## Cultura i patrimoni
La ciutat acull diverses institucions culturals:
- una òpera, una orquestra filharmònica i diverses orquestres
- sis teatres estatals i dinou teatres privats (Teatre Nacional Dramàtic de Khàrkiv)
- un museu històric
- un museu d'art, un dels més importants d'Ucraïna, fundat el 1905
- el Centre d'Art Contemporani Yermilov
- la Galeria de la ciutat de Khàrkiv fundada el 1996
- i molts altres museus (vint museus en total).
- La Catedral Ortodoxa de la Intercessió, construïda a finals del segle XVII és d'estil barroc ucraïnès.
- La Col·legiata Ortodoxa de la Dormició, fundada el 1657, va ser reconstruïda al XIX d'estil neoclàssic.
- La Catedral Diocesana de l'Església Ortodoxa Ucraïnesa (Patriarcat de Moscou) és la Catedral de l'Anunciació des del 1946.
- l'Església Ortodoxa Ucraïnesa (Patriarcat de Kíiv) o l'Església Ortodoxa Autocèfala d'Ucraïna (resultat recentment d'un cisma) té diversos llocs de culte recents, com l'Església Ortodoxa Ucraïnesa (Patriarcat de Kíiv), resultat d'un cisma el 1992..
- Sinagoga Coral de Khàrkiv.

L'any 2007, la comunitat vietnamita va construir el temple budista més gran d'Europa en una hectàrea.
Finalment hi ha un gran percentatge d'ateus a causa de la ideologia comunista. Diverses esglésies, inclosa la catedral de Sant Nicolau, van ser destruïdes o tancades al culte a partir dels anys trenta.

### Aficions
- Parc zoològic, inaugurat l'any 1896 (tercer a obrir a l'Imperi Rus), primer a Ucraïna i vintè al món. El parc està en procés de renovació total i reobrirà el 2018.
- Parc de la Joventut, antic cementiri.
- Parc Maxim Gorki.

### Videojocs
- La ciutat de Khàrkiv apareix al videojoc World of Tanks.

## Economia
Durant el període soviètic, Khàrkiv va ser la capital econòmica i industrial d'Ucraïna.
El banc UkrSibbank es va fundar en aquesta ciutat, és una filial del banc francès BNP Paribas.
- embalatge de cigarrets: Amkor rench
- petroquímics: XADO

### Equipament ferroviari
La planta de locomotores Malychev Kharkiv (KhPZ), va ser un fabricant estatal d'equips pesats. La planta està estretament associada amb el Morozov Design Bureau (KMDB). La planta de locomotores de Khàrkiv ha construït un 20 % de màquines de ferrocarril de l'Imperi Rus. La planta de Malychev també fabrica peces per a Bizon.

### Aeronàutica

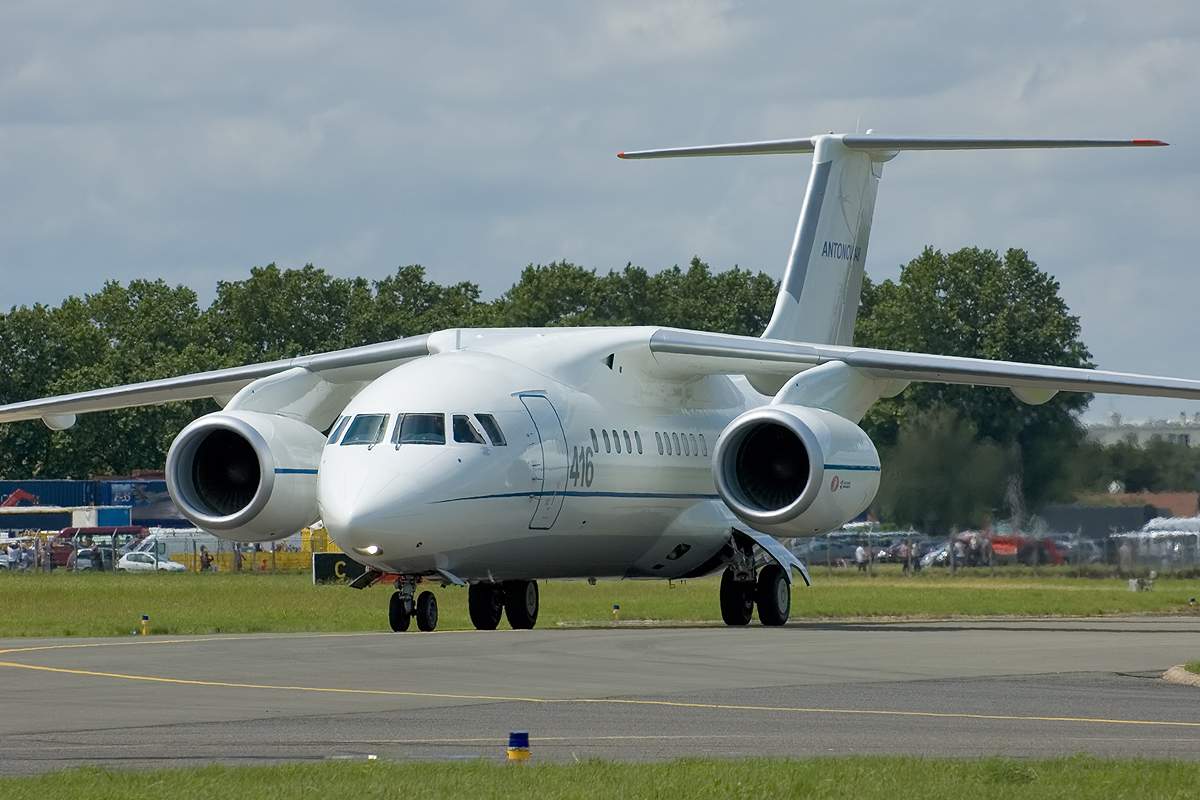
Antonov 148.

La producció d'avions destinats a la CEI es va posar en marxa a KhAPO (empresa nacional de construcció aeronàutica de Khàrkiv) l'any 1999, la fàbrica de Khàrkiv va ser en gran part ampliada pels programes d'Antónov An-74 i An-148.
La companyia Aeromost-Kharkov té la seu a Khàrkiv, va posar en servei l'An-140 també fabricat aquí quan encara es deia Aeromist.

### Mercats de Khàrkiv

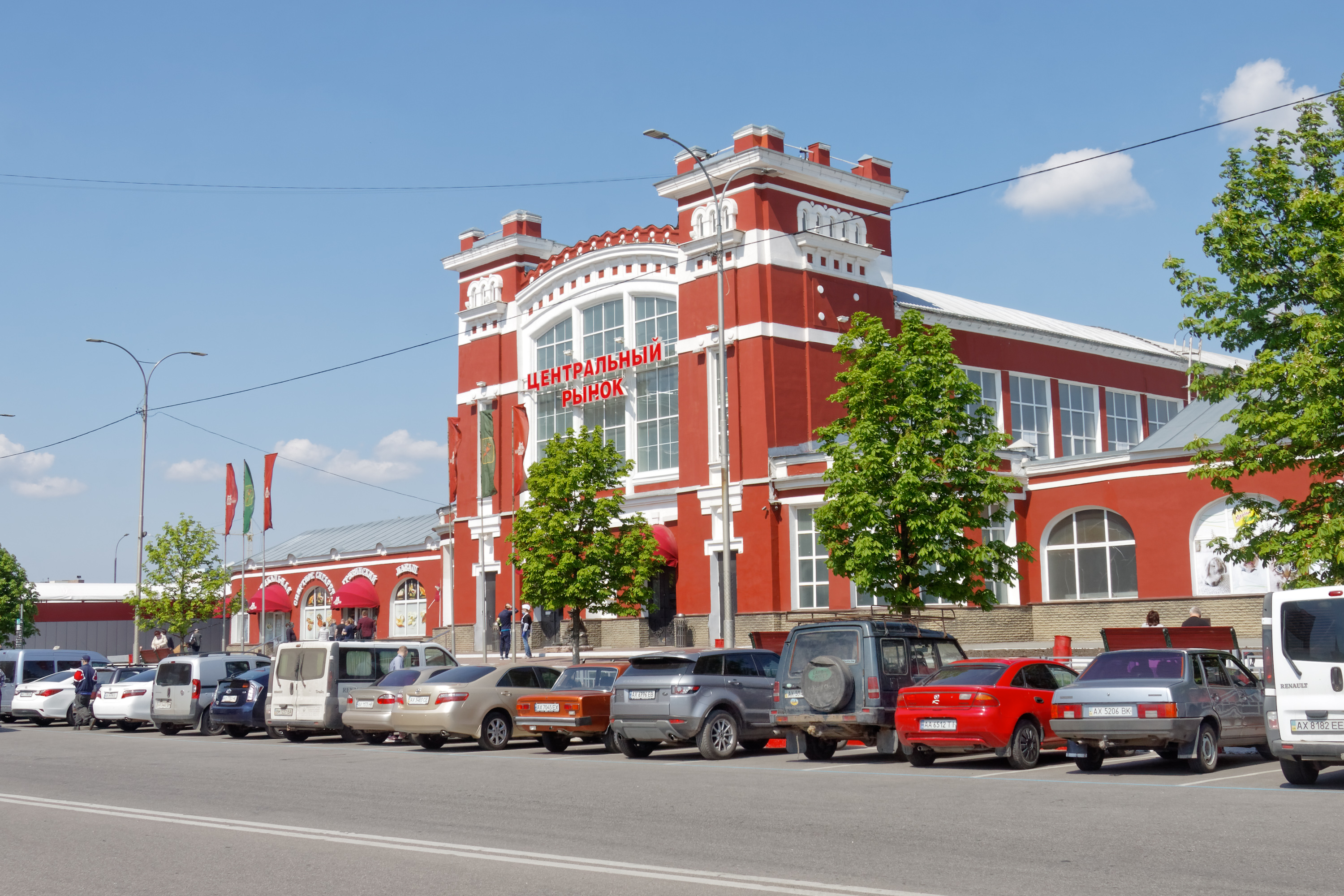
Mercat central de Khàrkiv.

- Barabatxovo és el mercat més gran d'Ucraïna i també d'Europa.
- Blagovetxinski
- Konnii: mercat d'animals (cavall).
- Raiskii

## Educació superior
Aquí hi ha algunes institucions d'educació superior a Khàrkiv:
- Universitat Nacional de Khàrkiv
- la Khàrkiv Polytechnic Institute
- la Universitat Nacional d'Economia de Khàrkiv
- Universitat Nacional de Medicina de Khàrkiv
- l'Acadèmia Estatal de Disseny i Art de Khàrkiv
- I més de 20 grans escoles especialitzades, entre elles:
  - l'Acadèmia aèria Ivan-Kojedoub
  - l'Institut Aeronàutic...

## Estat lingüístic

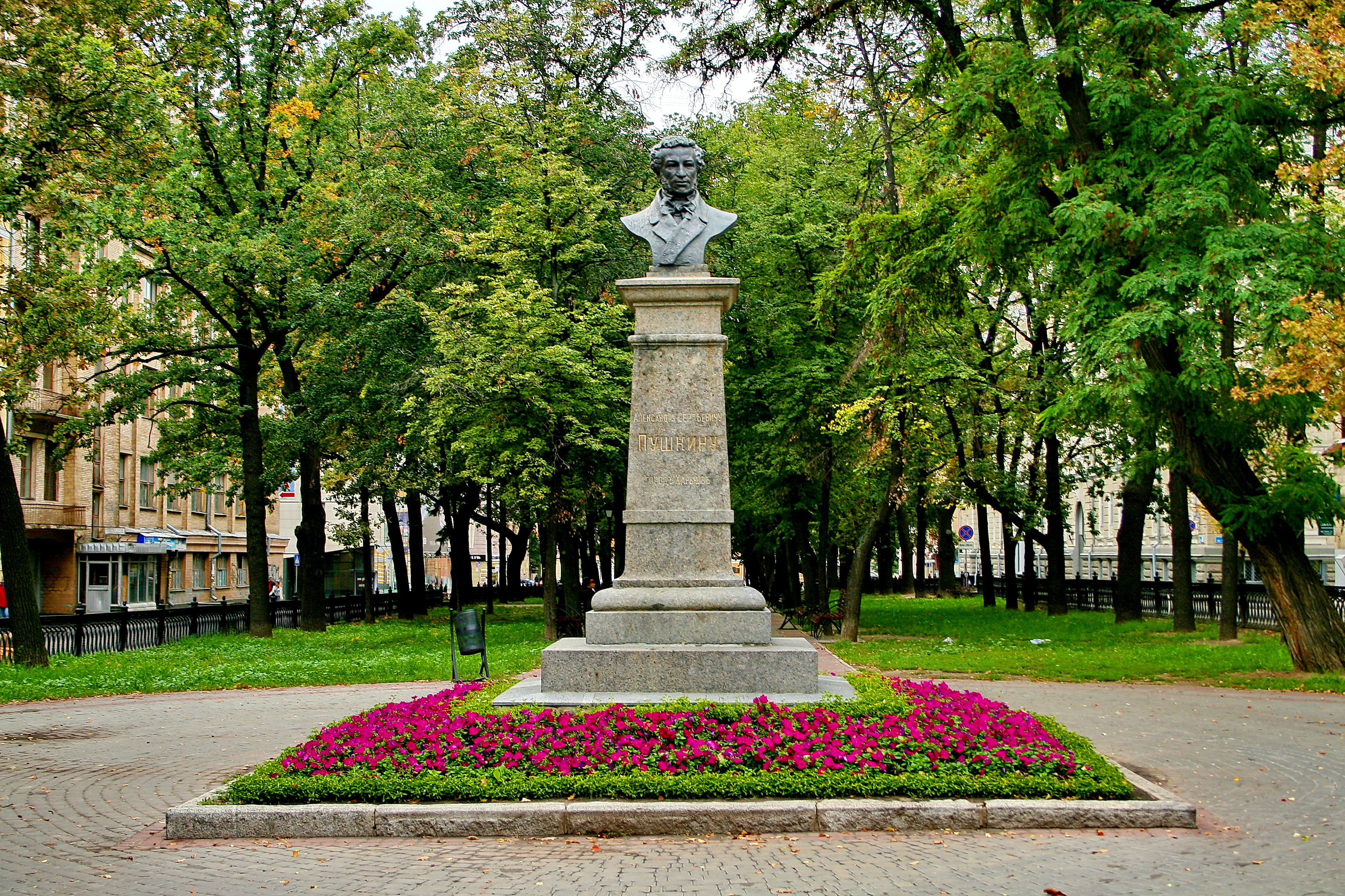
Bust de Pushkin, plaça de la Poesia, davant de la qual es van fer manifestacions als anys 2000, contra la prohibició de la llengua russa.

L'any 1996, l'ajuntament de la ciutat tria el rus com a llengua de treball amb les autoritats centrals, essent el rus la llengua materna de la gran majoria de la població de l'óblast, però aquesta decisió ha estat declarada il·legal. Durant l'estiu de 2000, l'ajuntament de Khàrkiv va prendre la decisió d'utilitzar el rus a més de l'ucraïnès, imposat pel poder central. El 31 de març de 2002, s'organitza un referèndum que resulta en un 87% a favor de l'ús del rus. El 6 de març de 2006, el consell declara que el rus té l'estatus d'idioma regional, que és impugnat pel fiscal general de Kíiv, però aquest és destituït el 6 de febrer de 2007 per la cambra d'apel·lació de l'oblast. El rus es confirma com a llengua regional, el 4 de juliol de 2007. L'amenaça d'una prohibició del rus després dels fets a la plaça Maidan va reactivar les tensions el 2014.

### Cultes
La majoria de la població pertany a l'Església Ortodoxa i des de la independència del país també hi ha hagut un establiment de noves religions protestants (els baptistes que constitueixen comunitats molt dinàmiques, els adventistes del setè dia, els pentecostals, els presbiterians, etc.) i sectes d'origen americà (mormons, testimonis de Jehovà, etc).
Khàrkiv, que també és la seu del Bisbat de Khàrkiv-Zaporíjia amb la catedral de l'Assumpció, acull quatre parròquies catòliques i una parròquia grecocatòlica. A més, hi ha una petita comunitat luterana, una parròquia armènia, tres mesquites i una sinagoga.

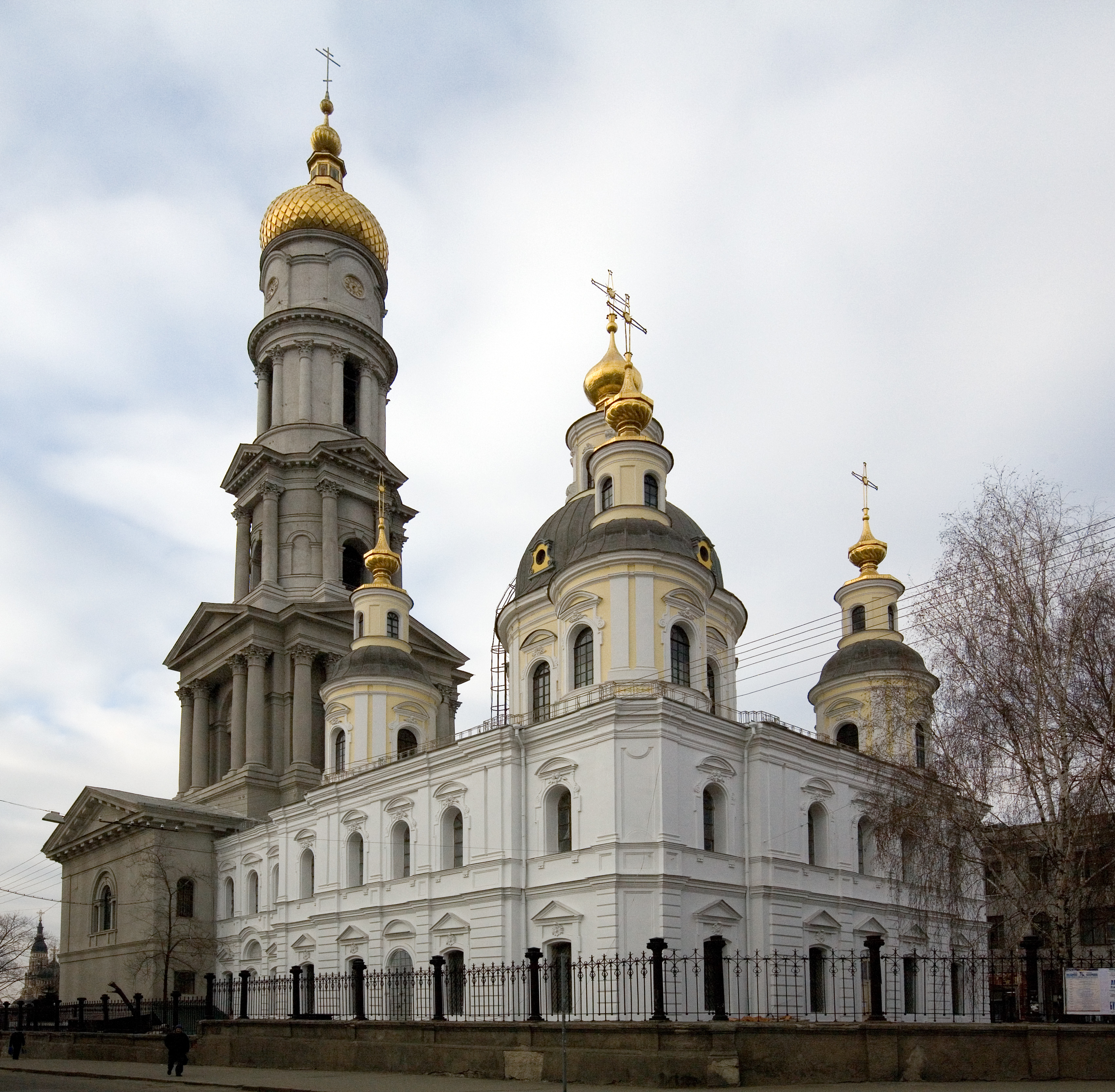
Vista de la Col·legiata de la Dormició, el gener 2013
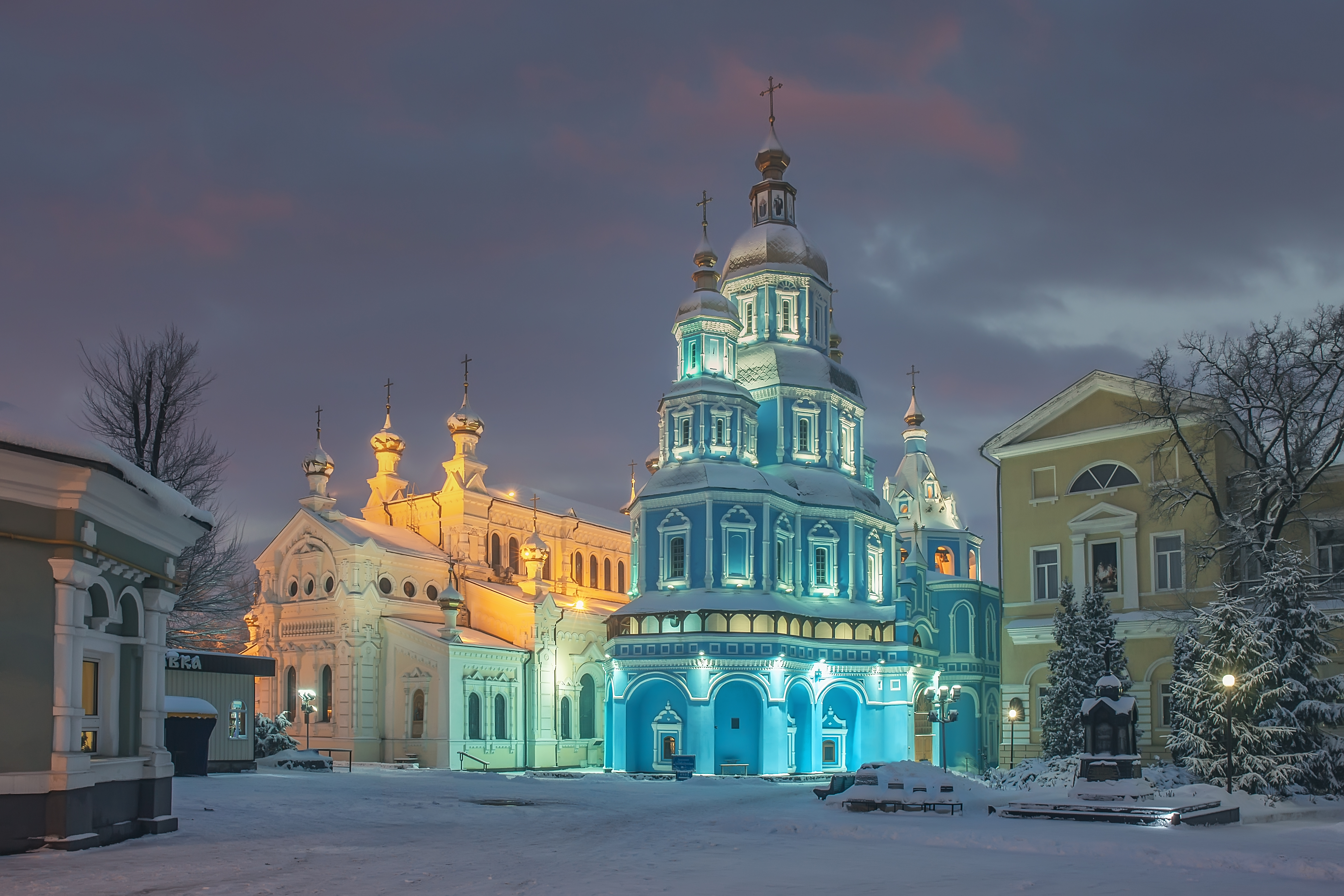
Catedral de Pokrov a Khàrkiv. febrer 2020.
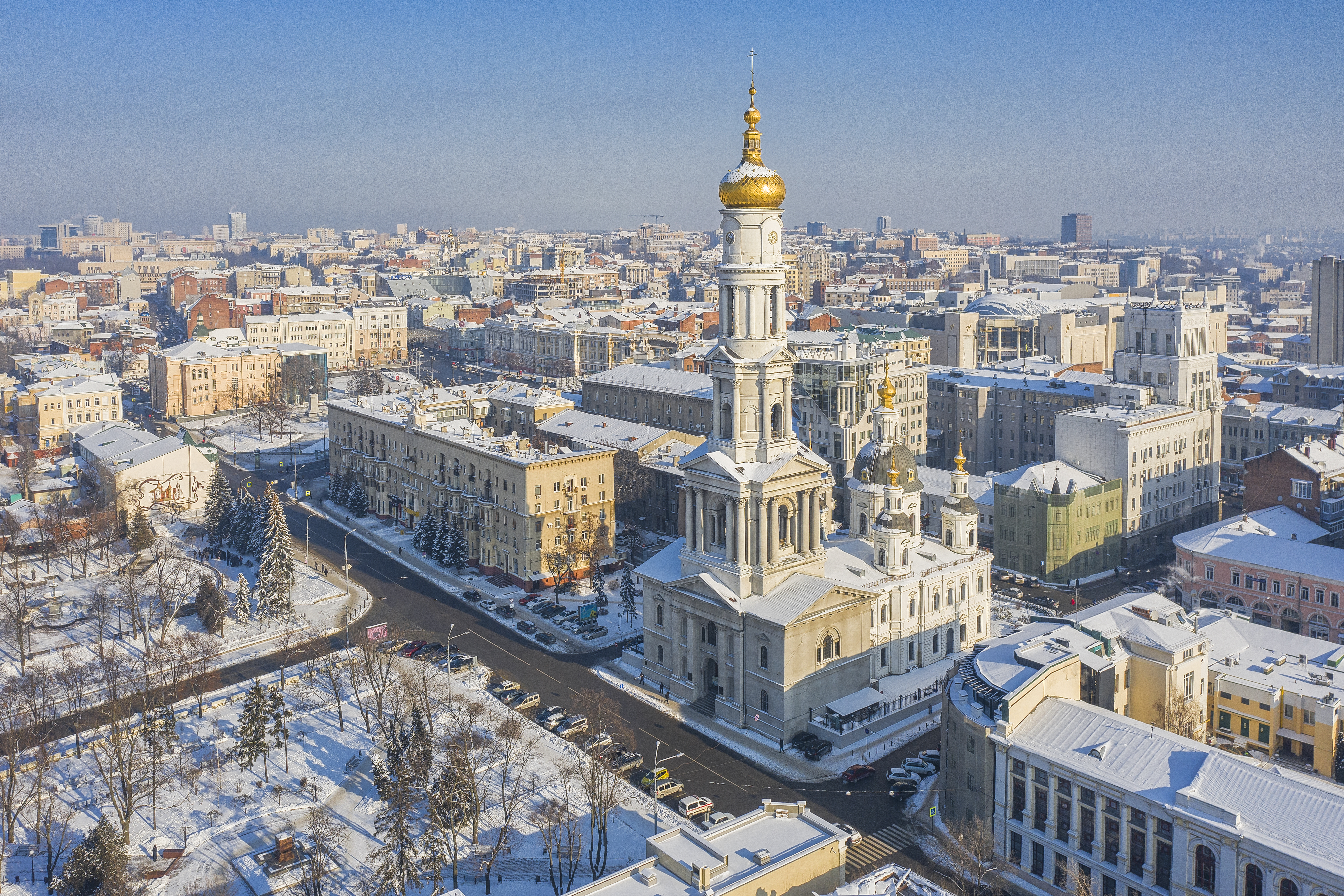
La Col·legiata Ortodoxa de la Dormició amb Khàrkiv sota la neu. Gener 2021.
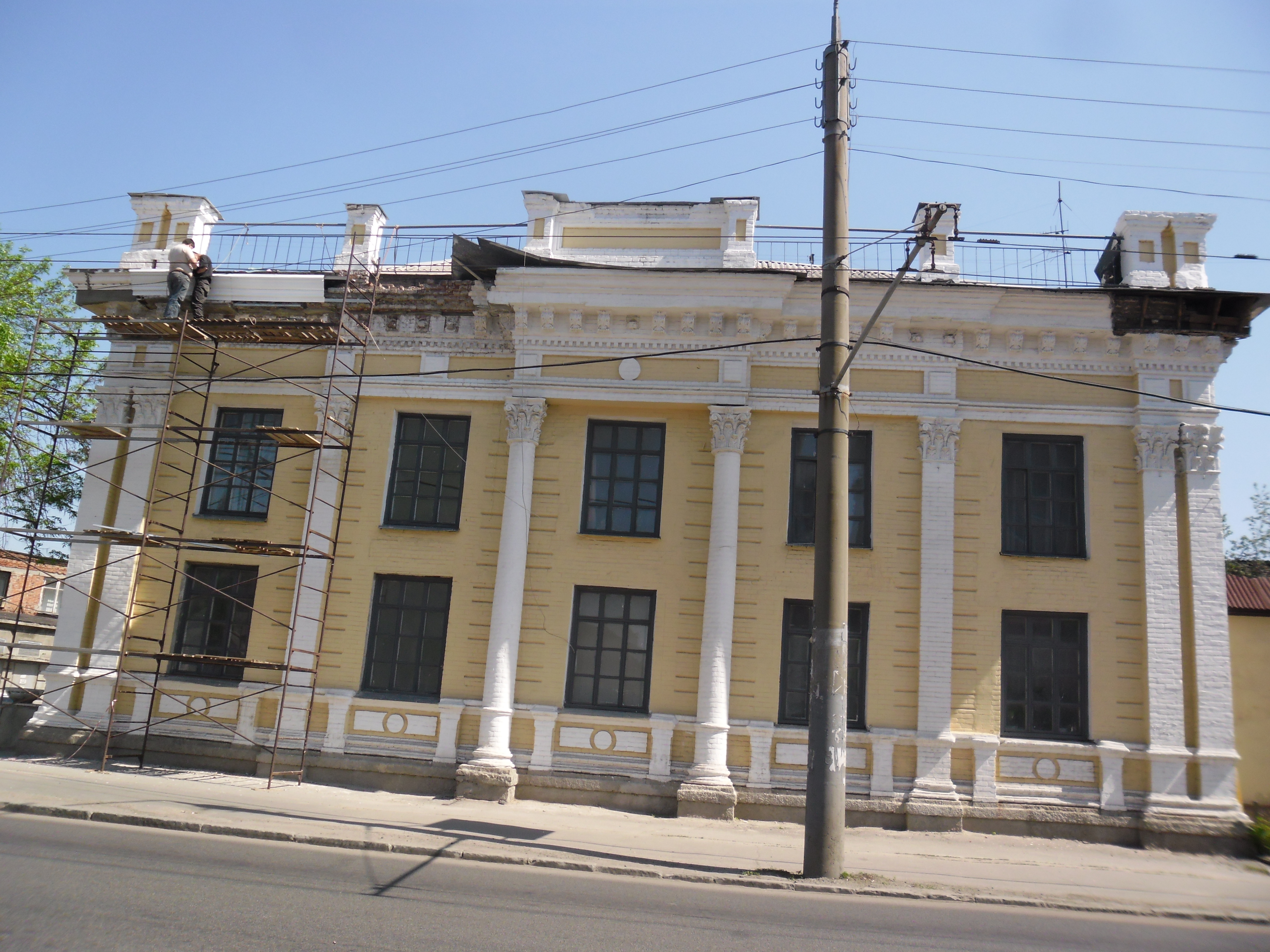
Sinagoga de Khàrkiv Karaim

>

## Geografia

### Situació
Històricament, Khàrkiv es troba a la regió de Slobodà d'Ucraïna. Khàrkiv es troba a 413 km a l'est de Kíiv a la confluència dels tres rius Khàrkiv, Lópan i Udy, formant part de la conca hidrogràfica del Síverski Donets a la regió nord-est d'Ucraïna.
S'estén per 350 km² a una altitud que oscil·la entre els 94 i els 202 metres sobre el nivell del mar.

### Transport
El transport urbà és possible mitjançant el:
- metro
- tramvia
- troleibús
- autobús
- carril bici.

Khàrkiv és un nucli ferroviari important amb l'estació de tren de Khàrkiv-Passazhirski i un aeroport internacional. La ciutat també té un museu dedicat als seus tramvies històrics.

#### Metro
El metro està obert des del 1975. Té tres línies amb trenta estacions en total.

#### Aeroport
L'aeroport internacional de Khàrkiv (Aeromost-Khàrkiv) té entre 6 i 10 vols al dia. Els vols a Kíiv i Minsk són diaris, així com a Varsòvia i Istanbul.
Des de novembre del 2014, els dos vols diaris operats per Aeroflot (SU1838/1839) queden suspesos.
La planta de muntatge d'Antónov es troba a l'aeroport.

### Clima
Khàrkiv té un clima continental. Els hiverns són força freds i els estius calorosos. La neu cobreix el sòl de mitjana 92 dies a l'any. Les precipitacions són moderades (515 mm/any ) i es distribueixen força uniformement durant tot l'any, sent l'estiu l'estació més plujosa.
- Temperatura rècord més freda: −35,6 °C (gener de 1940)
- Temperatura rècord més calorosa: 39,8 °C (8 d'agost de 2010)
- Mitjana de dies amb neu a l'any: 79
- Mitjana de dies de pluja a l'any: 134
- Mitjana de dies amb tempestes a l'any: 30
- Mitjana de dies amb tempesta de neu a l'any: 15

## Esports

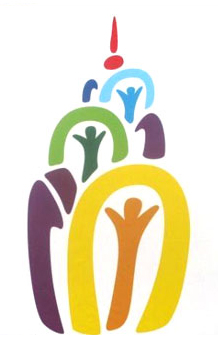
Logotip de Khàrkiv per al Campionat d'Europa de futbol 2012.

### Futbol
La ciutat de Khàrkiv va ser la ciutat amfitriona de l'Eurocopa 2012, amb el seu estadi Metalist Stadium.
Clubs de la ciutat:
- FC Metalist Khàrkiv: Estadi Metalist
- FC Khàrkiv: Estadi Dynamo
- FC Helios: Helios Arena
- FC Arsenal Khàrkiv: Estadi Arsenal Spartak

### Hoquei sobre gel
- HK Khàrkiv
- Dinamo Khàrkiv

### Voleibol
- Lokomotiv Khàrkiv

## Galeria

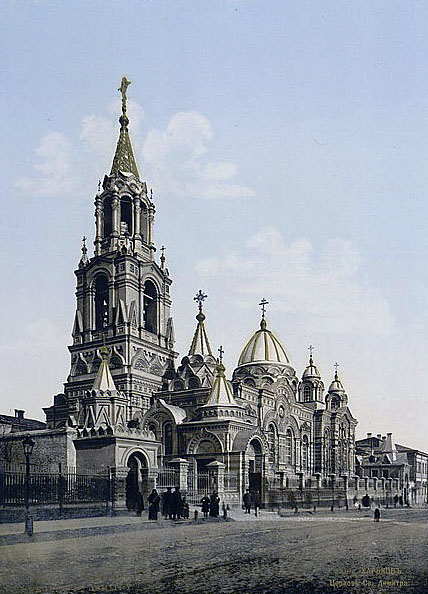
Vista de la catedral de Sant Demetri.
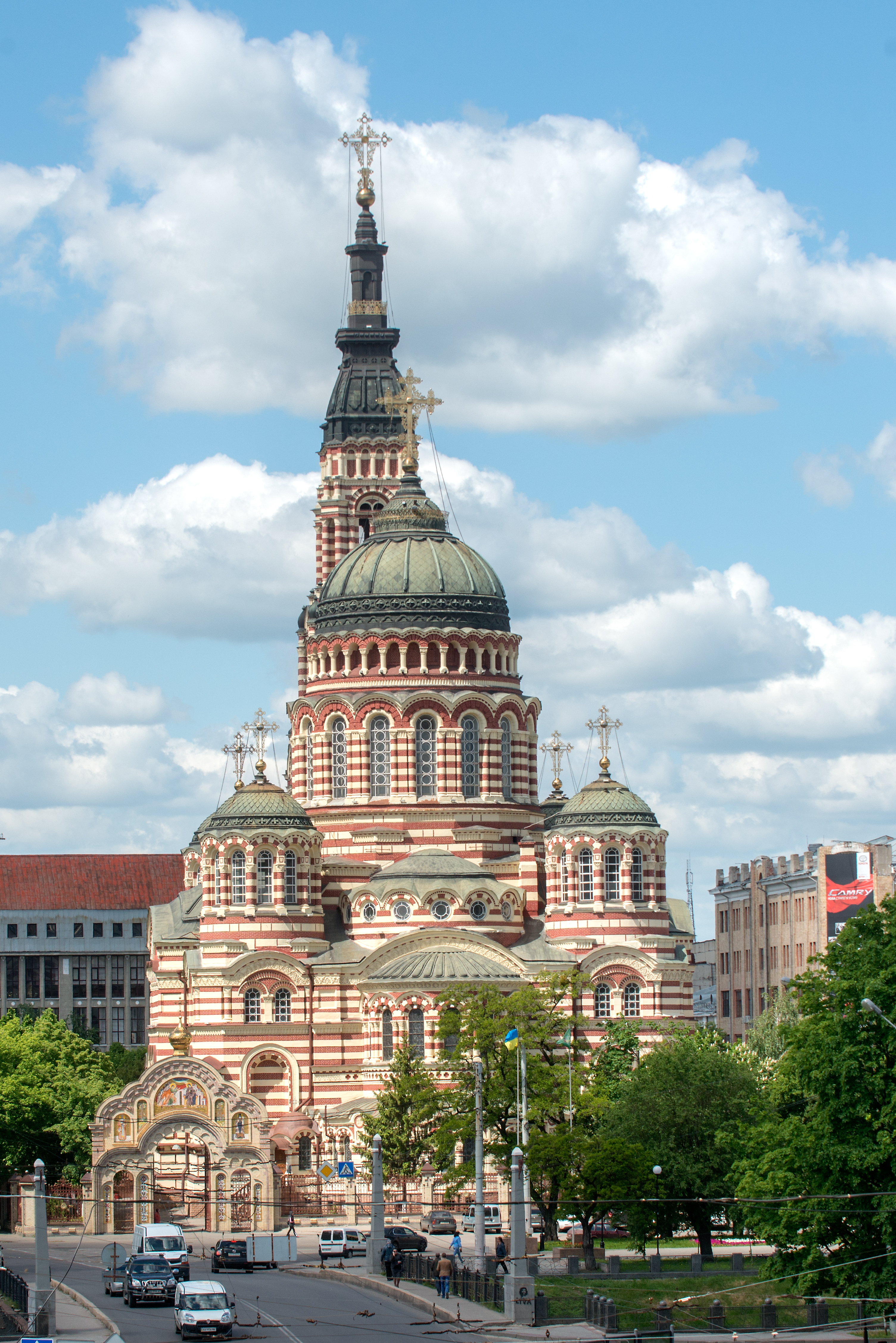
Vista de la Catedral de l'Anunciació.
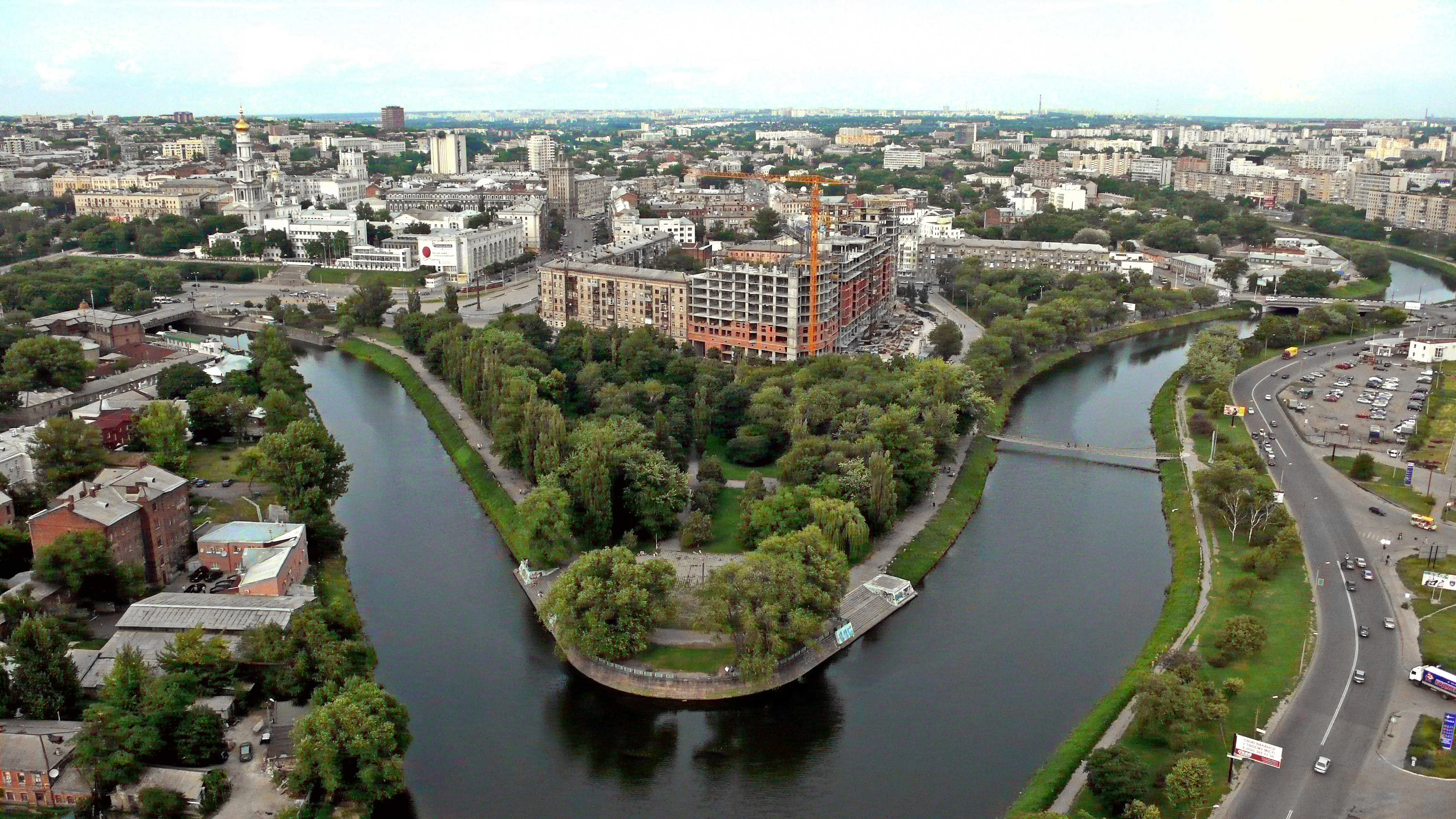
Vista del centre de Khàrkiv i del riu Strelka.

## Fills il·lustres
- Anna Xarihina (1978-), feminista ucraïnesa i activista LGBT.
- Oleksandr Saslavski, (1876-1924) violinista i director d'orquestra.
- Piotr Petróvitx Sokalski (1832-1887) compositor i musicòleg.
- Ilià Métxnikov (1845-1916) microbiòleg, Premi Nobel de Medicina o Fisiologia de l'any 1908.
- Sergei Bortkiewicz (1877-1952), pianista i compositor.
- Henriette Brossin de Polanska (1878-1954), pintor suís
- Valentin Bondarenko (1937-1961), cosmonauta soviètic
- David Bourliouk (1882-1967), artista d'avantguarda ucraïnès
- Vladimir Drinfeld (1954), matemàtic
- Eugenia Gapchinska (1974), pintora ucraïnesa
- Anatoli Vichnevski (1935-2021), demògraf, economista i escriptor rus
- Eugeny Giner (1960), home de negocis rus
- Alexander Gnilitskyi (1961-2009), artista ucraïnès
- Igor Gouberman (1960), poeta i prosista rus
- Mikhaïl Gourevitch (1959), jugador d'escacs
- Valentina Grizodoubova (1910-1993), aviadora soviètica
- Simon Kuznets (1901-1985), economista i estadista estatunidenc
- Evguéni Lifchitz (1915-1985), físic soviètic
- Boris Mikhaïlov (1938), fotògraf
- Igor Minaiev (1954), director de cinema francès
- Justine Pasek (1979), model panamenya i Miss Univers 2002
- Iouri Poïarkov (1937-2017), jugador de voleibol, doble campió olímpic
- Irina Press (1939), atleta soviètica
- Tamara Press (1937-2021), atleta soviètica
- Oleksiy Shadrin (1993 violoncel·lista ucraïnesa
- Valeriy Sokolov (1986), violonista ucraïnesa
- Otto Struve (1897-1963), astronom russo-estatunidenc
- Sergueï Sviatxenko (1952), pintor ucraïnès
- Mark Taimanov (1926-2016), jugador d'escacs soviètic després ucraïnès
- Aleksandr Txernine (1960), gran mestre internacional d'Escacs
- Mikhaïl Tkatxenko (1860-1916), pintor
- Vladimir Vassioutine (1952-2002), cosmonauta soviètic
- Vitali Vichnevski (1980), jugador de hockey sobre gel de la lliga nacional de hockey
- Michel Vitold, nascut Mikhaïl Sajanov (1915-1994), actor francès
- Alexandre Zilot (1863-1945), pianista, compositor i director d'orquestra rus
- Knjaz Varggoth (nascut Evhen Hapon el 1974), guitarrista, cantant i compositor, fundador del grup Nokturnal Mortum

Premis Nobel:
- Simon Kuznets (economia, 1971)
- Lev Landau (física, 1962)
- Ilià Métxnikov (biologia, 1908)

Guanyador de la medalla Fields:
- Volodímir Drínfeld (Medalla Fields, 1990)

## Ciutats agermanades
- Trnava, Eslovàquia